# Rus (národ)

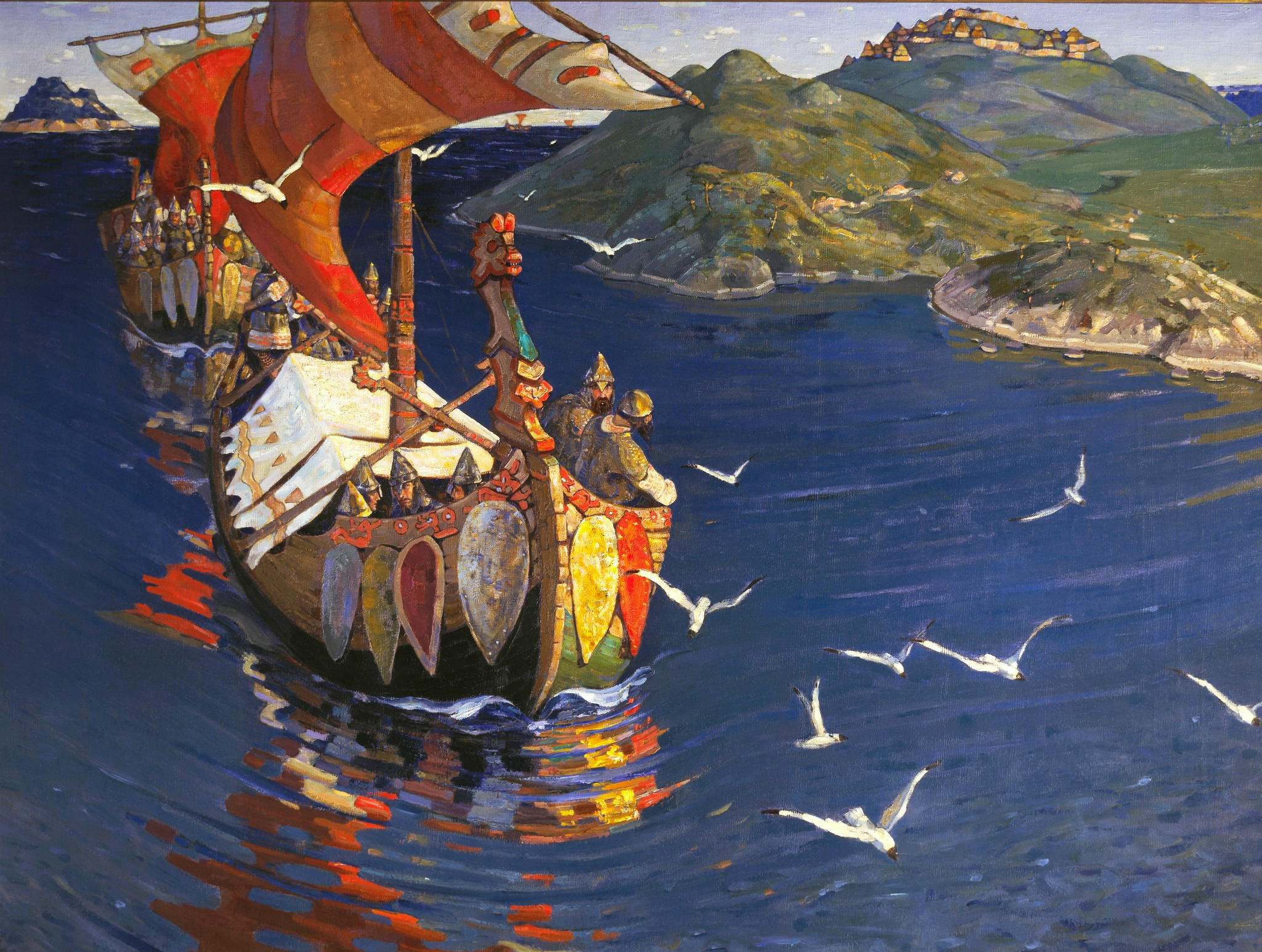
Hosté ze zámoří, Nikolaj Rerich (1899)

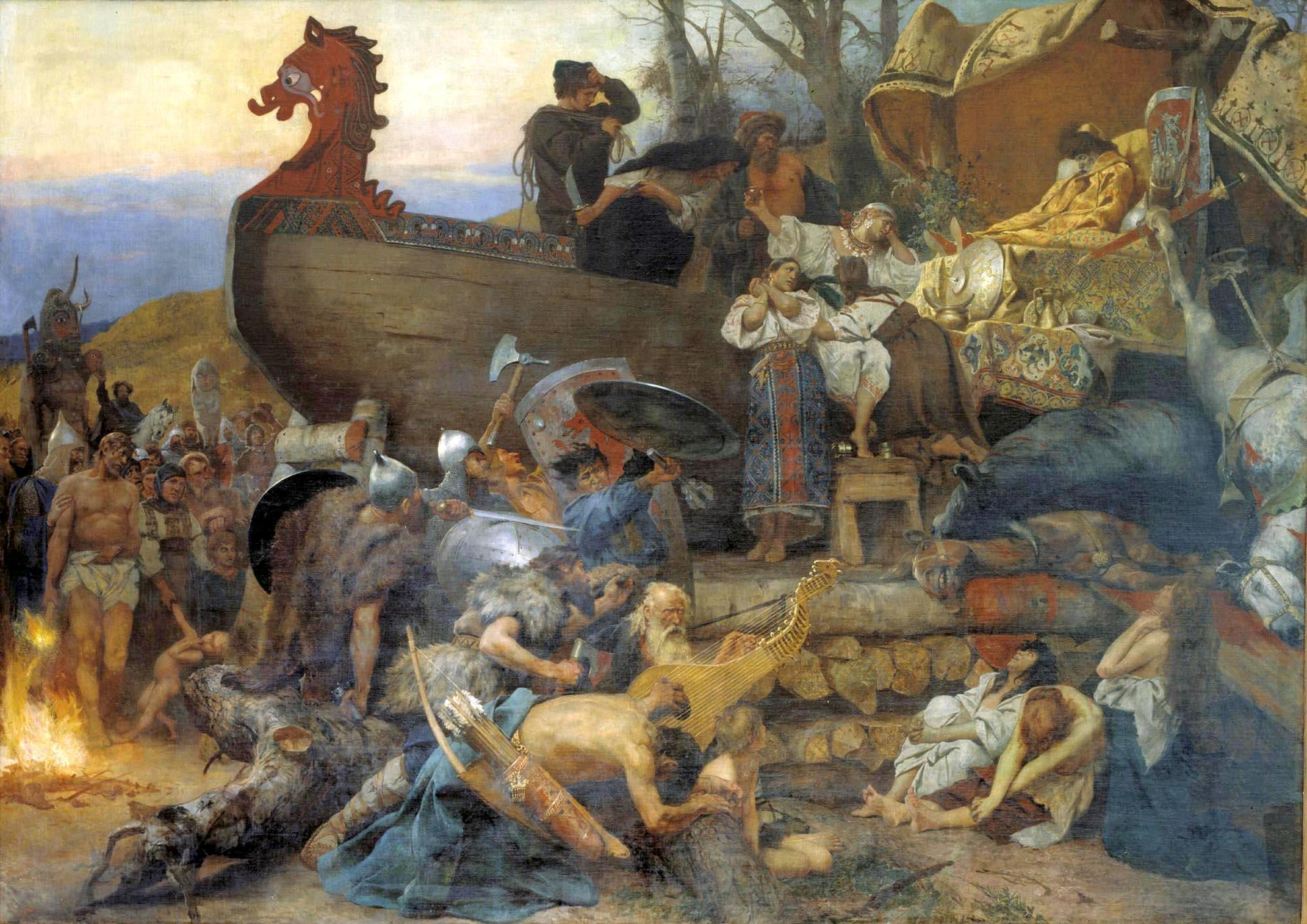
Pohřeb ruského náčelníka jak ho popsal arabský cestovatel Ibn Fadlán, který v 10. století navštívil severovýchodní Evropu.
Henryk Siemiradzki (1883)

Pojmem Rus (v češtině často chybně zaměňován s pojmem Rusové, což je však současný východoslovanský národ), starorusky Рѹсь; rusky, ukrajinsky, bělorusky: Русь (Rus); staroseversky: Garðar; řecky: Ῥῶς (Rhos)) jsou obecně označováni etnickým původem nebo svými předky lidé skandinávského původu, kteří zhruba mezi 8.–11. stoletím obchodovali nebo podnikali nájezdy na říčních trasách mezi Baltským a Černým mořem. Proto jsou v pramenech v anglickém jazyce často označováni jako „Vikingští Rusové“ („Viking Rus“). Vědecký konsensus je takový, že Rusové pocházeli okolo 8. století z východního pobřeží dnešního Švédska a že má jejich jméno stejný původ jako kraj Roslagen ve Švédsku (staroseversky Rōþin, kde þ zní podobně jako th v anglickém thing). V 18. století němečtí historici a filologové Gottlieb Siegfried Bayer a August Ludwig von Schlözer, kteří oba pracovali na Petrohradské akademii věd, hovořili o skandinávském původu Rusů. Odkazovali se na Pověst dávných let (12. století) a Letopisy bertinské (9. století). Alternativní tzv. antinormanská hypotéza je podporována relativně malou skupinou vědců z Ruska a některých dalších států bývalého Sovětského svazu.

## Původ názvu
Jméno Rus je v současnosti zachováno v názvu Ruska a Běloruska, je však rovněž součástí mnoha místních jmen v oblastech Novgorodu a Pskova a v podobě Rōs (Ῥῶς) přešlo i do řečtiny. Rus je obecně považováno za převzaté z baltofinského Ruotsi („Švédsko“). O vzniku pojmu Rus/Ruotsi existují dvě hypotézy, které se však vzájemně nevylučují. Podle jedné je odvozen přímo ze staroseverského rōþer, ve významu veslování, odvody k loďstvu atd., nebo prostřednictvím Rōþin, což je starší název pro švédskou přímořskou oblast Roslagen.
Finské a ruské formy jména obsahují koncové -s odhalující původní složeninu, kde prvním prvkem bylo rōþ(r)s- (před neznělou souhláskou, þ se vyslovuje jako th v anglickém thing). Kořen rōþs- se vyskytuje nejen v Ruotsi a Rusʹ, ale také ve staroseverských složeninách róþsmenn a róþskarlar, kde obojí znamená „veslaři“ a v moderním švédském názvu pro obyvatele Roslagenu – rospiggar, který se odvozuje ze staroseverského *rōþsbyggiar („obyvatelé Rōþinu“). Samotné jméno Roslagen je tvořeno tímto kořenem a tvarem množného čísla podstatného jména lag, což znamená „týmy“, v odkazu na týmy veslařů odváděných k loďstvu švédských králů.
Z uvedených dvou kompatibilních hypotéz reprezentovaných róðr nebo Róðinn se moderní vědci přiklánějí k první z nich, protože v dané době oblast označovaná druhým termínem, Roslagen, zůstávala řídce osídlena a postrádala demografickou sílu potřebnou k tomu, aby vynikla ve srovnání s přilehlým srdcem Švédska, údolím Malaren. V důsledku toho je původ ve slovních spojeních, jako je róþs-menn a róþs-karlar, považován za nejpravděpodobnější. Navíc forma róþs-, z níž pocházejí Ruotsi a Rusʹ, není odvozena přímo ze staroseverského róðr, ale z jeho dřívější protoseverské formy roðz (rothz).

## Historie

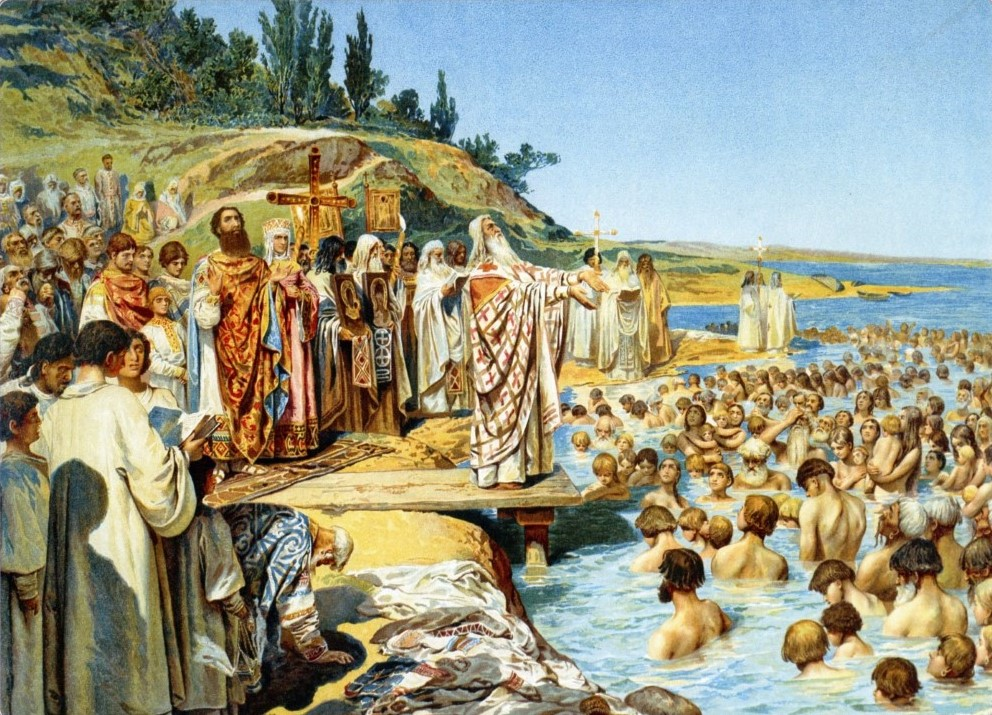
Křest Kyjevanů, Klavdij Lebeděv

Skandinávští Rusové se usazovali mezi Slovany a povolžskými Ugrofiny v oblasti horní Volhy a vytvářeli diasporu obchodníků a nájezdníků, kteří obchodovali s kožešinami a otroky za hedvábí, stříbro a jiné komodity dostupné na východě a na jihu. Kolem 9. století měli na říčních trasách do Černého moře nejasnou, ale významnou roli ve formování Kyjevské Rusi a postupně se asimilovali s místním slovanským obyvatelstvem. Rovněž rozšířili své pole působnosti mnohem dále na východ a na jih mezi Prabulhary a Chazary na trasách ke Kaspickému moře. Kolem 11. století bylo slovo Rus stále častěji spojováno s Kyjevským knížectvím a termín Varjagové (Varingové) se stal běžným termínem pro Seveřany, kteří cestovali po řekách.
O varjažských Rusech je však málo skutečností jistých. Je to do značné míry proto, že ačkoli byli po dlouhou dobu a na velké vzdálenosti aktivní, písemné záznamy o jejich činnosti jsou velmi řídké a téměř nikdy nepocházejí od nich samotných. Předpokládá se, že písmo jim poskytli Slované z náboženských důvodů, ale k tomu došlo až po delší době od jejich rané historie. Slovo Rus v původních zdrojích však neznamená vždy totéž jako mezi dnešními učenci. Jako obchodní diaspora se varjažští Rusové intenzivně mísili s finským, slovanským a turkickým obyvatelstvem a je zřejmé, že se jejich zvyky a identita postupně značně lišily.
Dalším klíčovým důvodem sporů o původu Rusů je pravděpodobnost, že v 9. a 10. století hráli roli ve formování státu ve východní Evropě (nakonec dali své jméno Rusku a Bělorusku), což je učinilo podstatnými pro současnou národní historii Ruska, Ukrajiny, Švédska, Polska, Běloruska, Finska a pobaltských států.

## Antinormanská hypotéza
Jiní (zejména ruští) vědci je považují za Slovany či slavizované Roxolany (tj. původně sarmatské „Světlé Alany“) na základě etymologie pojmenování Rus z pojmenování Rosomani („Lidé Rusi“) v kronice Getica od ostrogótského historika Jordanese ze 6. století. Dle tohoto modelu pochází pojmenování Rus z 6. století od Rosomanů, slavizovaných Roxolanů a zakladatelů Ruského chanátu, a poté přešlo v 9. století na Varjagy, zakladatele Kyjevské Rusi, a nakonec na Švédsko. 
Za sovětského režimu byla tato alternativní tzv. antinormanská hypotéza téměř opuštěna. Později však její podpora výrazně vzrostla zejména v reakci na nacistickou propagandu, která měla dokazovat na základě normanské hypotézy nadřazenost germánské rasy. Antinormanská hypotéza je v současnosti podporována zejména vědci z Ruska a některých dalších států bývalého Sovětského svazu.